# Feliksz Kulov
Feliksz Sarsenbajevics Kulov (kirgizül: Феликс Шаршенбаевич (Шаршенбай уулу) Кулов; Frunze, Kirgiz SZSZK, 1948. október 10. –) kirgiz politikus, 2005–2007 között az ország miniszterelnöke, 1999 óta az Ar-Namisz (Méltóság) párt elnöke.

## Életpályája
Az ország északi területeiről származó, Szaharov-díjas Kulovot Aszkar Akajev elnök regnálása idején, 2001-ben egy koncepciós per során elítélték, a börtönből pedig 2005 márciusában szabadult ki, miután a választási csalások ellen tiltakozó ellenzéki tüntetők megdöntötték Akajev uralmát és kiszabadították. Ezt követően, mint a „tulipános forradalom” prominens személyiségét, a hatalomváltás napjaiban az új államfő, Kurmanbek Bakijev maga mellé vette miniszterelnökként. Két évvel később, 2007 januárjában Bakijev a kialakulóban lévő belpolitikai válság tükrében menesztette tisztségéből.